# Белая трость

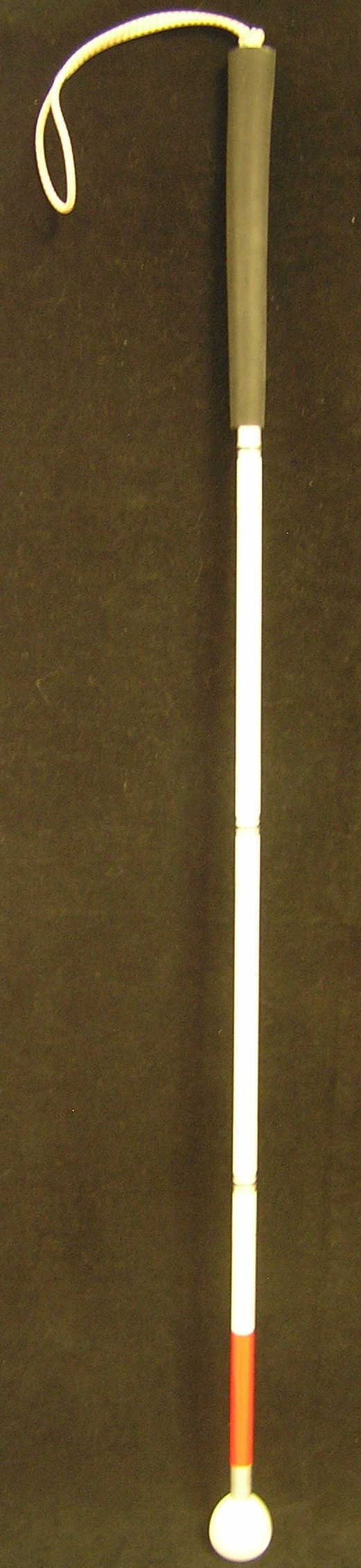
Белая трость

Бе́лая трость — трость белого цвета, используемая как идентификационное и вспомогательное средство при передвижении людьми, имеющими серьёзные нарушения зрения, в том числе полностью слепыми.
Всего существует пять вариантов белых тростей, но наиболее распространена так называемая «длинная». Белая трость была изобретена в 1931 году французом Гием д’Эбермоном и первоначально распространялась среди французских ветеранов Первой мировой, потерявших на войне зрение.
Современные варианты белой трости могут включать в себя миниатюрный ультразвуковой сонар для «ощупывания» отдалённых предметов, а также устройство для GPS-навигации.

## История создания
Белая трость как вспомогательное и идентификационное средство мобильности для незрячих систематически применяется с 1921 года. Хотя незрячие и пользовались палками как вспомогательными средствами для ориентации с древних времён, одним из возможных изобретателей белой трости иногда называют британского фотографа Джеймса Бигза, потерявшего зрение и якобы окрасившего свою трость в белый цвет, чтобы обращать на себя внимание во время перемещения по улицам. Однако традиционно датой начала использования незрячими белой трости считается 7 февраля 1931 года, когда Гийи д’Эбермон в присутствии нескольких французских министров торжественно подарила незрячим две первых белых палки во Франции. После этого более 5 тысяч палок были присланы невидящим французам, в том числе ветеранам, потерявшим зрение во время Первой мировой войны.
В Соединённых Штатах Америки начало массового использования белой трости связывают с деятельностью Джорджа Бонэма, члена организации Lions Clubs International. Наблюдая попытки незрячего человека, пользовавшегося чёрной тростью, незаметной на фоне асфальта для водителей, перейти дорогу, он подумал, что решением этой проблемы могло бы быть окрашивание палок для незрячих в белый цвет. Lions Clubs International провела в 1931 году специальную кампанию с целью распространить использование белых тростей незрячими американцами. Позже белая трость была усовершенствована американцем Ричардом Гувером, разработавшим специальную технику пользования ей в больнице на военной базе Уэлли-Форж в Пенсильвании.

## Юридический статус
В США и большинстве других стран мира люди, пользующиеся белой тростью, имеют право переходить через автомобильные дороги независимо от места или сигнала светофора. Не существует никаких ограничений касательно мест, в которых незрячий может (имеет право) пользоваться белой тростью, поэтому целесообразность её использования определяется только состоянием зрения, практическим опытом или реальными потребностями людей. В некоторых случаях американский закон наказывает тех, кто, не имея существенного нарушения зрения, пользуется белой тростью исключительно с целью получить приоритетное право на переход автомобильных дорог.
Единственной страной, на законодательном уровне разграничившей белую трость для незрячих и зелёную трость для слабовидящих, стала в октябре 2002 года Аргентина. Подобное различие между белой и жёлтой тростью с 1991 по 2006 годы предусматривалось законодательством Бельгии, однако позже было отменено по причине малоизвестности жёлтой трости в обществе.

## Использование детьми
Согласно современным рекомендациям, детям следует начинать пользоваться тростью в возрасте от 7 до 10 лет, но исследования показывают положительные результаты (раннее приобретение навыков ориентации в пространстве) у детей, которые начали пользоваться тростью значительно раньше. Исследователи Джозеф Катер и Лили Нилсен рекомендуют обучать ребенка пользоваться тростью начиная со времени, когда тот учится ходить. В таком случае, по мнению Дж. Каттера, ребёнок быстрее научится ходить самостоятельно и легче приобретёт необходимые навыки.